# 馬壯行
馬壯行（16世紀—17世紀），字幼珍，廣東廣州府順德縣水藤人，明朝政治人物。

## 生平
馬壯行是萬曆十三年（1585年）廣東鄉試舉人，二十三年（1595年）會試中副榜，授長寧教諭，振興當地文風、作育有方，分考二十五年（1595年）江西鄉試得士多名，三年後陞延平推官，處理案件清正廉明、寬嚴並用，秩滿時上級批語中有「弊絕風治，民無冤獄」的句子，召用為陝西道監察御史，未赴任就已去世。他自小聰明，勤學好發問，任官期間也手不釋卷，以清慎自持，家中沒有多餘資產，著有《四書講意詩集》。

## 引用
1. 1 2  咸豐《順德縣志·卷二十四·列傳四》：馬壯行，字幼珍，水藤人，中萬歷乙酉鄉試，乙丑【乙未】會試副榜。初授長寧教諭，振興有法，就聘江西丁酉分考多得士；踰三年陞延平推官，公慎廉明、寬嚴並用，秩滿臺使疏薦有「弊絕風治，民無冤獄」語，召為陝西道御史，未赴卒。壯行自少頴異，勤學好問，博雅淹通，雖居官手不釋卷，清慎自持，家無餘貲，著有《四書講意詩集》。 張府志，姚志
2. ↑  乾隆《廣州府志·卷三十五·循吏二》：馬壯行，字幼珍，萬歷乙酉舉人，乙丑【乙未】副榜。授長寧教諭，振興士類，作育有方；丁酉聘江西分考，升延平推官，公慎廉明、寬嚴並用，召拜陝西道御史，未赴而卒，行歷官十載，惟以清慎自持，有《詩集四書講意》行世。